# John Toll
John Toll é um diretor de fotografia norte-americano.

## Biografia
Toll nasceu em Cleveland, Ohio. Aos 19 anos ele se mudou para Los Angeles com o objetivo de estudar. Na escola, ele conseguiu um trabalho como assistente de produção e fotografia na David Wolper Productions. Depois de completar seus estudos, ele trabalhou como assistente de câmera com vários diretores de fotografia famosos.
Em 1986 ele começou a trabalhar como diretor de fotografia de comerciais para a televisão, com diretores como Hugh Hudson e Roland Emmerich, depois trabalhou em clipes musicais. Seu primeiro filme foi The Forfeit, em 1991.
Em 1995 ele venceu seu primeiro Oscar Melhor Fotografia pelo filme Legends of the Fall. No ano seguinte ele venceu novamente o prêmio, desta vez pelo filme Braveheart. Toll recebeu uma outra indicação em 1999 pelo filme The Thin Red Line.

## Filmografia
- The Forfeit (1991)
- Wind (1992)
- Legends of the Fall (1994)
- Braveheart (1995)
- Jack (1996)
- The Rainmaker (1997)
- The Thin Red Line (1998)
- Simpatico (1999)
- Almost Famous (2000)
- Captain Corelli's Mandolin (2001)
- Vanilla Sky (2001)
- The Last Samurai (2003)
- Elizabethtown (2005)
- Seraphim Falls (2006)
- Rise: Blood Hunter (2007)
- Gone Baby Gone (2007)
- Tropic Thunder (2008)
- It's Complicated (2009)
- The Odd Life of Timothy Green (2011)
- Homem de Ferro 3 (2013)